# The Anix
The Anix — бывшая американская рок-группа, а в настоящее время сольный электронный проект, музыкального продюсера из Лос-Анджелеса Брэндона Смита, который первоначально был фронтменом группы.

## История

### Ранние годы (2001—2017)
Группа Anix была основана в 2001 году Брэндоном Смитом, Брайаном Ларо и Оскаром Гутьерресом. На протяжении многих лет группа выпустила несколько альбомов (A Division of You, Digital Rock и т. д.), но особого признания они не получили. В 2004 году группа выпустила свой дебютный студийный альбом под названием «Иллюзия времени». Первым альбомом группы, выпущенным на лейбле, стал «Play, Dance, Repeat», выпущенный в апреле 2005 года
Первым альбомом Anix, получившим признание критиков, стал «Demolition City». Альбом был выпущен в 2008 году на лейбле Chamberlain Records. Обзор альбома был опубликован в выпуске Billboard Magazine vol.120 No.22. В этом обзоре был высоко оценен стиль использования группой музыки 80-х в качестве источника вдохновения.
Группа отыграла живые концерты в Иллинойсе и Чикаго с артистами Cromwell, Comasoft. В 2009 году группа впервые выступила за границей. Вместе с Apoptygma Berzerk группа дала несколько концертов в Германии.
Затем группа подписала контракт с Cleopatra Records и выпустила свой следующий альбом «Sleepwalker». Альбом, выпущенный в 2011 году, получил высокую оценку игрового сообщества. Песня «Warning Signs» вошла в саундтрек к игре Mass Effect: Paragon Lost. Смит сказал, что группа часто черпает вдохновение из экранизаций графических романов, таких как «Темный рыцарь» и «Город грехов».
Следующий альбом группы «Ephemeral» вышел в 2017 году. Альбом содержал элементы техно и танцевальной музыки; впервые для группы.

### Превращение в сольный проект (2018 — настоящее время)

Логотип The Anix (2018—2022)

После выхода «Ephemeral» группа превратилась в сольный проект, единственным участником которого стал Брэндон. Он подписал контракт с лейблом электронной музыки FiXT и выпустил свой дебютный сингл «Fight the Future». Его шестой альбом под названием «Shadow_Movement» вышел 18 октября 2018 года.
После выпуска нескольких синглов Брэндон выпустил свой седьмой студийный альбом «Hologram» 10 октября 2019 года. Восьмой студийный альбом «Graphite» вышел 26 июня 2020 года.
LP Revenge с 15 треками вышел 14 января 2022 года. Он включает гостевые выступления Julien-K, InHuman, и Амира Дерака (Julien K, Rough Cutt).
15 июля 2022 года албом Demolition City был перевыпущен после ремастеринга. Альбом содержит все предыдущие песни (в том числе «The Lowdown of a Fool», выпущенную под названием «Double Zero»), а также ранее не издававшиеся демо и композиции.
2 июня 2023 года The Anix выпустили свой десятый студийный альбом «Nightvision».

## Участники
Текущие участники
- Брэндон Смит — вокал, гитара, клавишные, бас, программирование (2001—наши дни)

(Некоторые из) бывших участников
- Оскар Гутьеррес — ударные (2001—2005)
- Брайан Ларо — гитара, бас, бэк-вокал (2001—2006)
- Крис Ярбер — бас, синтезатор (2004—2008)
- Ник Лоухорн — гитара (2004—2008?)
- Логан Смит — ударные (2005—2018)
- Грег Нэбурс — синтезатор, бэк-вокал (2008—2011?)
- Крис Дингер — гитара (2009-2018)
- Николас Мусолино — гитара (2013? -?)

## Дискография

### Студийные альбомы
| Наименование                  | Детали альбома                                                                                                 |
| ----------------------------- | --- |
| An Illusion of Time           | - Релиз: 12 мая 2004 г. - Лейбл: самовыпущенный - Форматы: LP, CD, цифровая загрузка, потоковая передача       |
| Play.Dance.Repeat             | - Релиз: 15 апреля 2005 г. - Лейбл: Universal Records - Формат: LP, CD, цифровая загрузка, потоковая передача  |
| Demolition City               | - Релиз: 1 января 2008 г. - Лейбл: Чемберлен отчеты - Формат: LP, CD, цифровая загрузка, потоковая передача    |
| Sleepwalker                   | - Релиз: 30 августа 2011 г. - Лейбл: Клеопатра Рекордс - Формат: LP, CD, цифровая загрузка, потоковая передача |
| Ephemeral                     | - Релиз: 31 марта 2017 г. - Лейбл: Клеопатра Рекордс - Формат: LP, CD, цифровая загрузка, потоковая передача   |
| Shadow_Movement               | - Релиз: 19 октября 2018 г. - Этикетка: FIXT - Формат: LP, CD, цифровая загрузка, потоковая передача           |
| Hologram                      | - Релиз: 11 октября 2019 г. - Этикетка: FIXT - Формат: LP, CD, цифровая загрузка, потоковая передача           |
| Graphite                      | - Релиз: 26 июня 2020 г. - Этикетка: FIXT - Формат: LP, CD, цифровая загрузка, потоковая передача              |
| Revenge                       | - Релиз: 14 января 2022 г. - Этикетка: FIXT - Формат: LP, CD, цифровая загрузка, потоковая передача            |
| Demolition City 2022 ремастер | - Релиз: 15 июля 2022 г. - Этикетка: FIXT - Формат: LP, CD, цифровая загрузка, потоковая передача              |
| Nightvision                   | - Релиз: 2 июня 2023 г. - Этикетка: FIXT - Формат: LP, CD, цифровая загрузка, потоковая передача               |

### Альбомы ремиксов
1. Изменение (ремиксы) (2003)
2. Опасный (Ремиксы) (2005)

### Сборники
1. Rare And Unreleased (2009)
2. Glass (Deconstructed) (2012)
3. Black Space (Deconstructed) (2019)

### Прочее
| Наименование      | Детали альбома         |
| ----------------- | ---------------------- |
| A Division of You | - Дата выхода: 2001 г. |
| Digital Rock      | - Дата выхода: 2002 г. |
| Double Zero       | - Дата выхода: 2003 г. |
| Order / Disorder  | - Дата выхода: 2019 г. |

### Синглы
| Наименование                                      | Дата выпуска        | Альбом          |
| ------------------------------------------------- | ------------------- | --------------- |
| «Take My Future»                                  | 2011                | Sleepwalker     |
| «Cry Little Sister» (Gerald McMahon cover)        | 2011                | Sleepwalker     |
| «Burn» (feat. Apoptygma Berzerk) (The Cure cover) | 2011                | Sleepwalker     |
| «Glass»                                           | 2011                | Sleepwalker     |
| «Sideways»                                        | 10 марта 2017 г.    | Ephemeral       |
| «Mask»                                            | 31 марта 2017 г.    | Ephemeral       |
| «This Machine»                                    | 25 мая 2018 г.      | Shadow_Movement |
| «Come Back Down»                                  | 28 июня 2018 г.     | Shadow_Movement |
| «Fight the Future»                                | 1 августа 2018 г.   | Shadow_Movement |
| «Incomplete»                                      | 18 августа 2018 г.  | Shadow_Movement |
| «Interchanger»                                    | 5 сентября 2018 г.  | Shadow_Movement |
| «Black Space»                                     | 29 января 2019 г.   | Shadow_Movement |
| «Techunter»                                       | 7 февраля 2019 г.   | Hologram        |
| «Chrome»                                          | 15 апреля 2019 г.   | Hologram        |
| «Everlasting Love»                                | 9 мая 2019 г.       | Hologram        |
| «Talking In My Sleep» (feat. Emmanuella)          | 7 июня 2019 г.      | Hologram        |
| «Disappear»                                       | 11 июля 2019 г.     | Hologram        |
| «If This World Is With You»                       | 15 января 2020 г.   | Graphite        |
| «Still Standing»                                  | 28 февраля 2020 г.  | Graphite        |
| «Give It Up»                                      | 25 марта 2020 г.    | Graphite        |
| «Parasite» (feat. GXG)                            | 17 апреля 2020 г.   | Graphite        |
| «Hideaway»                                        | 8 мая 2020 г.       | Graphite        |
| «Die With You»                                    | 3 июня 2020 г.      | Graphite        |
| «Unveil»                                          | 8 ноября 2020 г.    | Revenge         |
| «Want U Like I Do»                                | 29 января 2021 г.   | Revenge         |
| «My Eyes»                                         | 4 марта 2021 г.     | Revenge         |
| «DSPTCH»                                          | 25 марта 2021 г.    | Revenge         |
| «Your Lies Are Like Fire» (with Julien-K)         | 10 мая 2021 г.      | Revenge         |
| «Follow»                                          | 25 июня 2021 г.     | Revenge         |
| «Don’t Let the Outside Win»                       | 6 августа 2021 г.   | Revenge         |
| «Antilife» (with Julien-K feat. Amir Derakh)      | 22 сентября 2021 г. | Revenge         |
| «Quicksand» (with Inhuman)                        | 12 ноября 2021 г.   | Revenge         |
| «Pretend» (with Intrelock)                        | 3 декабря 2021 г.   | Revenge         |
| «Below»                                           | 10 декабря 2021 г.  | Revenge         |
| «Army of Me» (кавер Бьорк)                        | 1 апреля 2022 г.    | Nightvision     |
| «Spit You Out»                                    | 26 августа 2022 г.  | Nightvision     |
| «See Nothing»                                     | 28 октября 2022 г.  | Nightvision     |
| «Just Like You»                                   | 17 ноября 2022 г.   | Nightvision     |
| «Frozen Waves»                                    | 9 декабря 2022 г.   | Nightvision     |
| «Bleach»                                          | 3 февраля 2023 г.   | Nightvision     |
| «Cut Me»                                          | 14 апреля 2023 г.   | Nightvision     |
| «Missile»                                         | 4 мая 2023 г.       | Nightvision     |
| «Tethered»                                        | 26 мая 2023 г.      | Nightvision     |

### В качестве приглашенного артиста
- Pers Mantrum — Loading 99Fury Weekend — Illumination
- We Are Pigs — Brazen
- Julien-K — Desperation Day
- Nouveau Arcade feat. Cordélia — Apart
- HU3M3N — T3MPT3D
- Intrelock — Reminisce
- Fury Weekend — Delirious
- Void Chapter — Our Time Is Now
- Main-De-Gloire — Come Alive

### Видеоклипы
| Год     | Песня                                     | Режиссёр(ы)     |
| ------- | ----------------------------------------- | --------------- |
| 2009 г. | «Half the World Away»                     | Kurt Nishimura  |
| 2011    | «Glass»                                   | Chris Do        |
| 2012    | «Glass» (Deconstructed)                   | Chris Do        |
| 2013    | «Resident One»                            | Unknown         |
| 2017    | «Mask»                                    | Ruslan Pelykh   |
| 2018    | «This Machine»                            | Unknown         |
| 2019    | «Black Space»                             | Ruslan Pelykh   |
| 2020    | «Die With You»                            | Brandon Smith   |
| 2021    | «Your Lies Are Like Fire» (with Julien-K) | Oscar Gutierrez |
| 2022    | «Spit You Out»                            | Oscar Gutierrez |
| 2023    | «Missile»                                 | Oscar Gutierrez |